# Salvamento
Busca e Salvamento são o conjunto de ações necessárias para recuperação de pessoa, animal ou bem submetido a qualquer tipo de ameaça, quer autoinfringidas ou decorrentes de acidentes, desastres naturais, conflitos e guerras, desordens, atos políticos etc. nos mais diversos ambientes naturais e artificiais.

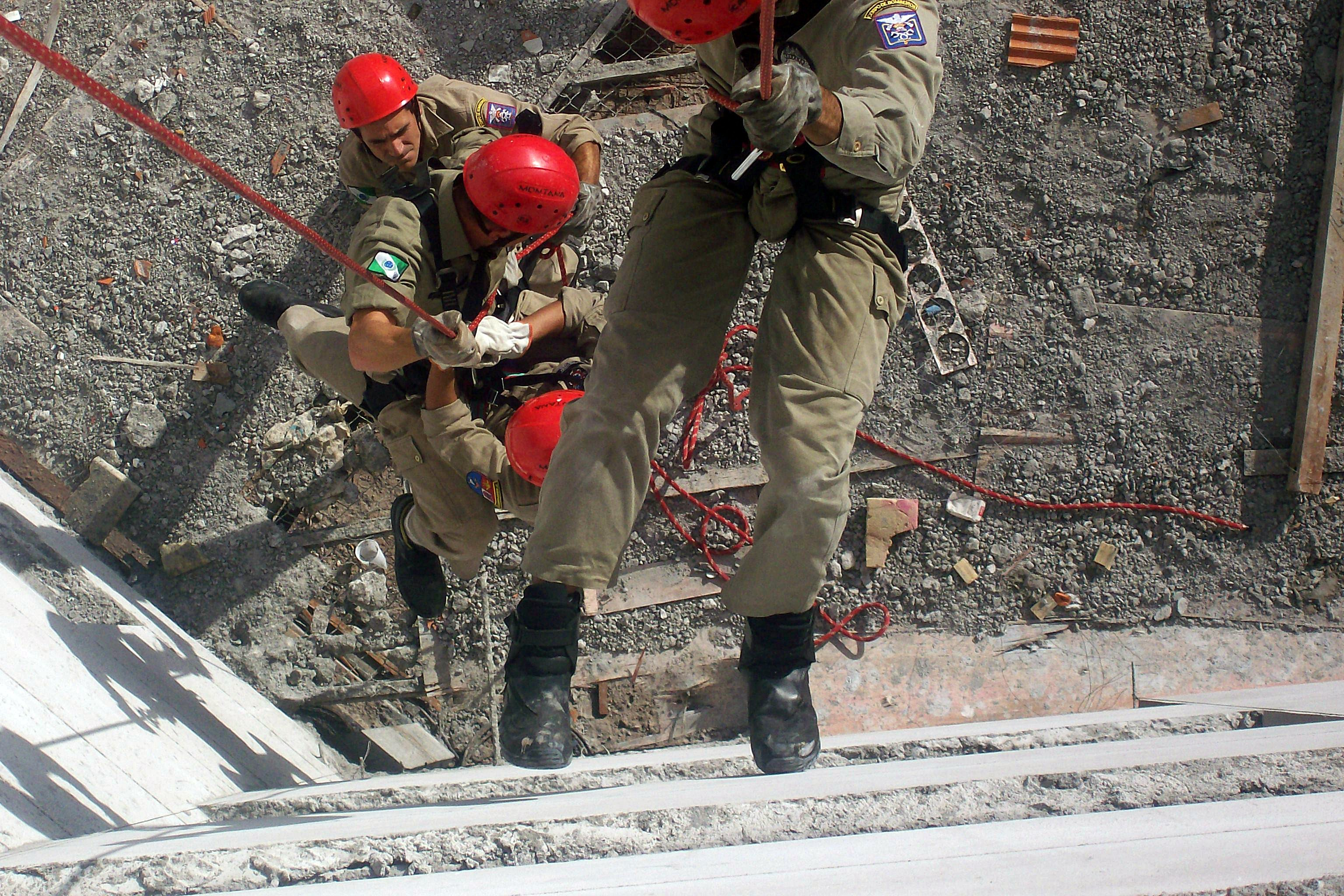
Treinamento de salvamento realizado pelo Corpo de Bombeiros do Paraná.

## Resgate de acordo com o ambiente

### Resgate em cavernas
Atividade especializada da Espeleologia a busca e salvamento em cavernas exige a familiaridade com um meio extremamente adverso que impõe restrições de espaço, luz, suprimento, comunicação e mobilidade. Frequentemente a maior ameaça a um acidentado em caverna é a tendência à hipotermia devido à ausência de fontes de calor. Da mesma forma, as atividades de localização e recuperação de acidentados ou perdidos em cavernas são marcadas pela demora nas operações devido ao desconhecimento do ambiente, dos traçados, a dificuldade de transporte de volumes no interior da gruta e de transposição de obstáculos de desníveis no terreno.

### Resgate doméstico
Socorro a um acidente ou agressão acometida a uma ou mais pessoas em uma residência, local de trabalho, escola ou similares.

### Resgate de asfalto
Socorro a um acidente ou agressão acometida a uma ou mais pessoas em vias públicas como ruas, avenidas, rodovias, estradas ou calçadas. (Geralmente acidentes automobilísticos).

## Resgate em área de difícil acesso
Socorro a um acidente ou agressão acometida a uma ou mais pessoas, realizado por equipes altamente treinada em Salvamento e Resgate, e dá-se geralmente em montanhas, florestas fechadas, ruínas ou em locais de perigo iminente como incêndios ou locais de pronto desabamento.

### Resgate no mar

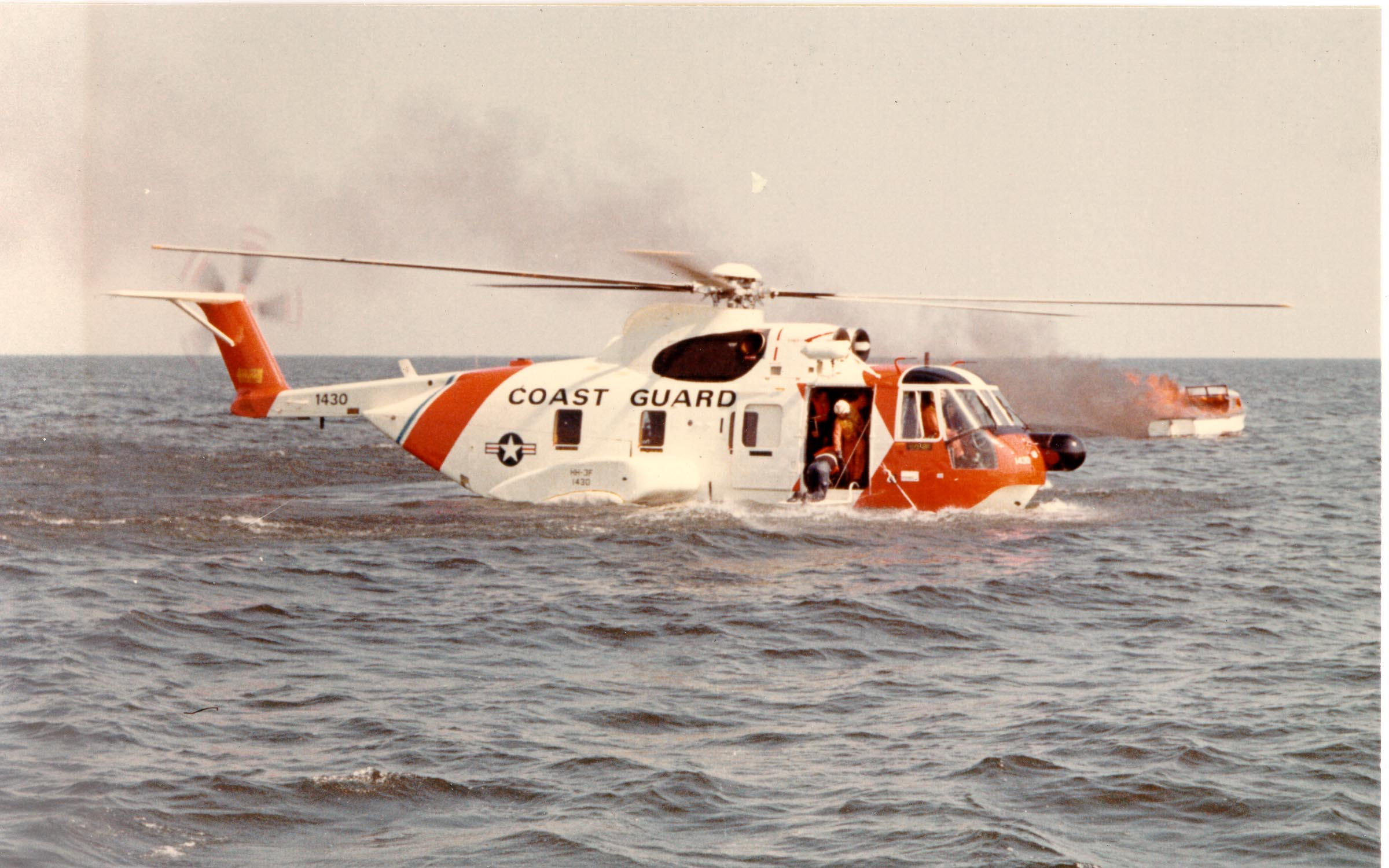
Helicóptero anfíbio da Guarda Costeira dos Estados Unidos prestando socorro a uma embarcação em chamas.

Socorro a um acidente ou agressão acometida a uma ou mais pessoas e que englobe a atuação em praias, mar aberto, cachoeiras ou cascatas, lagos, rios, piscinas ou similares.

### Resgate em incêndios
Neste tipo de resgate, deve se levar em consideração diversos fatores como: número total de vítimas e a condição a qual se encontram as mesmas, possível risco de desabamento e/ou explosões, entre outros. O mais importante a se fazer no caso de múltiplas vítimas seria, realizar a triagem visando atender os casos em que exigem prioridade, ou seja, vitimas com casos de parada respiratória ou cardiorrespiratória além dos traumas mais significativos, como os da cervical e coluna vertebral. Além disso devemos verificar as condições de prováveis queimaduras provocadas pelo incêndio. As vítimas devem ser retiradas do local do sinistro o mais rápido possível, pois quanto maior o tempo de exposição a fumaça e radiação, maior serão os agravos dos sintomas iniciais. É de extrema importância manter os sinais vitais da vitima preservados até que recebam atendimento de urgência nos locais a destino.

### Socorro aéreo
Socorro a um acidente ou agressão acometida a uma ou mais pessoas e que se faz necessário um transporte aéreo como avião ou helicóptero.

## Autorresgate
Nas técnicas verticais de montanha ou espeleologia chama-se autorresgate o conjunto de procedimentos necessários a que uma pessoa autonomamente saia de ambientes de risco ou alcance socorro após acidentes.

## Atendimentos

### APH (atendimento pré-hospitalar)
Um médico dirige-se, sozinho ou acompanhado de uma equipe, para atender um quadro que fora reportado a ele, e que geralmente pode ser resolvido no local (Extra Hospitalar).

### SPH (socorro pré-hospitalar)
Uma equipe se desloca para prestar um socorro de maior complexidade, em áreas distintas.